# Famille de Cambacérès
Cet article possède des homonymes et des paronymes, voir Cambacérès (homonymie).
Cette page explique l’histoire ou répertorie les différents membres de la famille Cambacérès.
La famille de Cambacérès est une famille éteinte de la noblesse française. 
Ayant donné Jean-Jacques-Régis de Cambacérès, elle s'est éteinte avec Zénaïde de Cambacérès en 1932[réf. nécessaire].

## Histoire
Les auteurs Nicole Gotteri dans Grands dignitaires du Premier Empire, et Gustave Chaix d'Est-Ange, écrivent que c'est une famille de magistrats appartenant à la noblesse de robe de Montpellier,. 
Maître Jacques Cambacérès est pourvu en 1683 de l'office anoblissant de conseiller maître en la Cour des comptes, aides et finances de Montpellier.
Le titre ducal est confirmé en 1857 sous le Second Empire et s'éteint en 1881[réf. nécessaire].

## Généalogie simplifiée
- Maître Jacques Cambacérès, pourvu en 1683 de l'office anoblissant de conseiller maître en la Cour des comptes, aides et finances de Montpellier, il a deux fils qui formeront deux branches :
  - Maître Dominique Cambacérès, pourvu en 1696 de l'office de conseiller maître en la Cour des comptes, aides et finances de Montpellier
  - Jacques Cambacérès, nommé en 1719 conseiller maître en la Cour des comptes, aides et finances de Montpellier, il a pour fils :
    - Jean-Antoine de Cambacérès, reçu en 1737 conseiller maître en la Cour des comptes, aides et finances de Montpellier, maire de cette ville durant 25 années, il a pour fils :
      - Jean-Jacques de Cambacérès (1753-1824), duc de Parme, second consul de la République française puis archichancelier de l'Empire, connu pour son action de jurisconsulte
      - Étienne-Hubert de Cambacérès (1756-1818), archevêque de Rouen et sénateur
      - Jean-Pierre-Hugues de Cambacérès (1778-1826), baron de Cambacérès et de l'Empire, général de brigade, il a pour fils :
        - Marie Jean Pierre Hubert de Cambacérès (1798-1881), duc de Cambacérès, pair de France
        - Étienne de Cambacérès (1804-1878), député, il a pour fils :
          - Louis de Cambacérès (1832-1869), maire, député

## Galerie de portraits

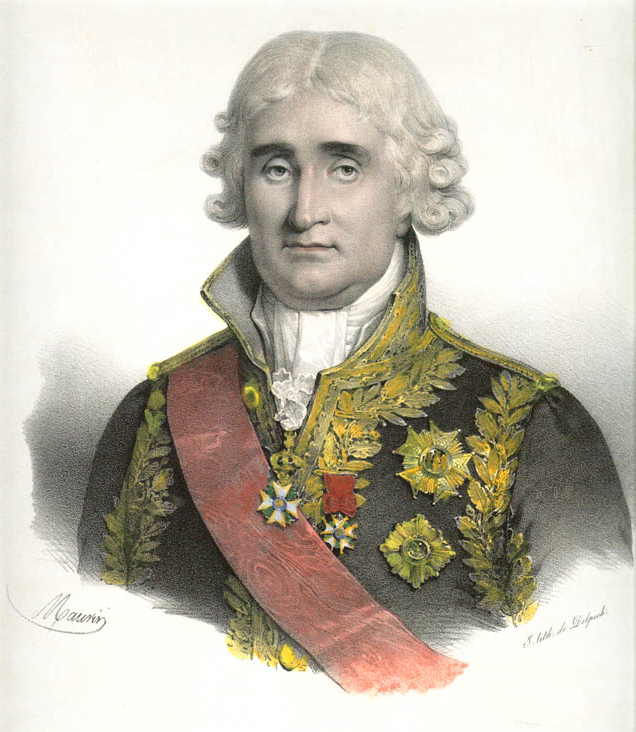
Jean-Jacques de Cambacérès (1753-1824).
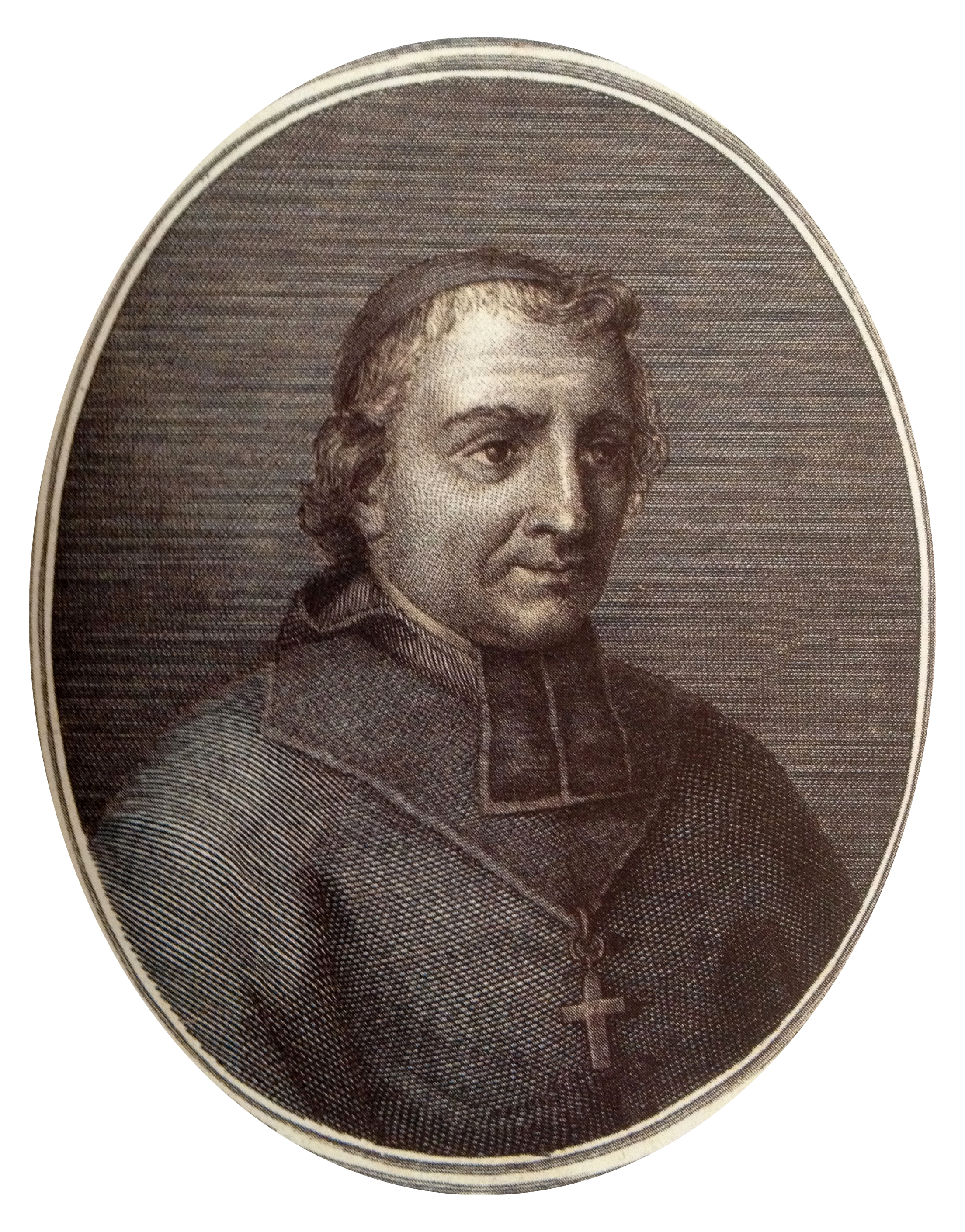
Étienne-Hubert de Cambacérès (1756-1818).
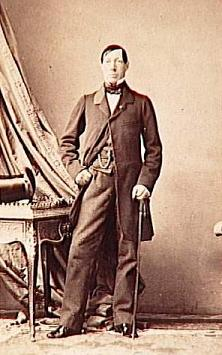
Étienne de Cambacérès (1804-1878).

## Armoiries

Armes des Cambacérès sous l'Ancien Régime : D'or, au chevron de gueules, accompagné de trois roses du même.
Armoiries des Cambacérès de Parme sous l'Empire : D'or au sénestrochère au naturel, paré de gueules, rebrasé d'hermines, mouvant de senestre, tenant les tables de la loi de sable ; le tout accompagné de trois losanges de même ; au chef d'azur semé d'abeilles d'or.

## Hommage
- Rue Cambacérès, nommée en l'honneur de Jean-Jacques de Cambacérès.

## Pour approfondir